# 源氏和秘抄
『源氏和秘抄』（げんじわひしょう）とは、一条兼良による初心者向けの『源氏物語』の注釈書である。

## 概要
標題については「源氏和秘抄」のほか「源氏聞書」（天理図書館蔵本）とするものもある。伝本としてはその他に島原松平文庫本や東海大学桃園文庫本などがある。宝徳元年11月15日（1449年12月28日）の成立。1巻1冊。初心者向けを意識して書かれた『源氏物語』の注釈書として最も成立時期の早いものである。

## 内容
本書の内容は、「初心者のための手引書」であり、『源氏物語』の本文中から難解な辞句を抄出して簡単な語釈を加えることにとどまっている。本書は、本書によって基本的なことを学んだ後は本格的な注釈書に進むことを前提にしており、その点で同じ「初心者向けを意識して書かれた『源氏物語』の注釈書」でも、後に花屋玉栄によって成立した『花屋抄』では「本書を読むだけで『源氏物語』を理解できる」ことを目的としており、時に本文間の異同にまで言及しているのとは異なっている。

## 翻刻本
- 『続群書類従18下 物語部 日記部 紀行部』続群書類従完成会、1957年（昭和32年）。 ISBN 4-7971-0074-5
- 中野幸一編『源氏物語古註釈叢刊 第2巻 花鳥余情 源氏和秘抄 源氏物語之内不審条々 源語秘訣 口伝抄』武蔵野書院、1978年（昭和53年）12月。
- 森岡常夫解題『ノートルダム清心女子大学古典叢書 第3期 5 源氏和秘抄』福武書店、1982年（昭和57年）6月。 ISBN 4-8288-1006-4